# Automorfismo esterno
In matematica si dice automorfismo esterno un automorfismo che non è un automorfismo interno, ovvero tale che non esiste alcun elemento del gruppo che possa indurre per coniugio l'automorfismo. Gli automorfismi esterni si possono ottenere come quoziente del gruppo degli automorfismi rispetto al sottogruppo normale degli automorfismi interni.

## Automorfismi esterni perV4{\displaystyle \operatorname {V_{4}} }
L'esempio classico è quello del gruppo di Klein {\displaystyle \operatorname {V_{4}} }, isomorfo a 
{\displaystyle \mathbb {Z} _{2}\times \mathbb {Z} _{2}} che essendo abeliano non ha automorfismi interni non banali. Ci sono però cinque automorfismi esterni non banali: le permutazioni del gruppo simmetrico sui tre oggetti diversi dall'identità. Uno di questi automorfismi ad esempio agisce in questo modo
{\displaystyle a\mapsto a,\qquad b\mapsto c,\qquad c\mapsto b.}

## Automorfismi esterni per un gruppo ciclicoCn{\displaystyle \operatorname {C_{n}} }
In un gruppo ciclico con {\displaystyle n} elementi ci sono {\displaystyle \varphi (n)} generatori ed un automorfismo diverso dall'identità è necessariamente esterno (per l'abelianità del gruppo) ed è completamente determinato stabilendo l'immagine di un generatore. Ma allora il gruppo degli automorfismi di un gruppo ciclico di ordine {\displaystyle n} ha ordine {\displaystyle \varphi (n)} (dove {\displaystyle \varphi } è la funzione φ di Eulero).

## Automorfismi esterni per un gruppo simmetricoSn{\displaystyle \operatorname {S_{n}} }
Nel gruppo simmetrico su {\displaystyle n} oggetti, se {\displaystyle n} è diverso da {\displaystyle 6}, gli automorfismi sono solo interni.